# Sillon interfessier
Pour les articles homonymes, voir pli, sillon et SIF.

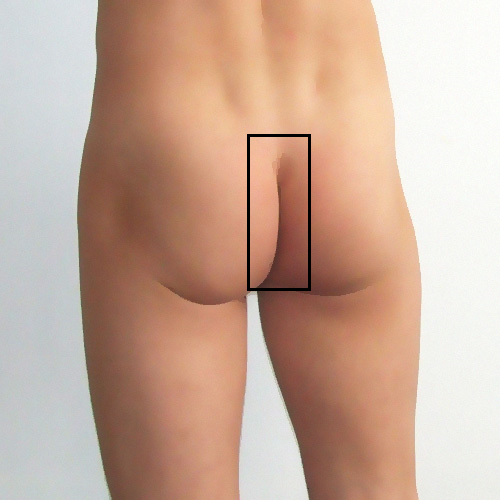
Localisation du sillon interfessier.

Le sillon interfessier, appelé aussi pli interfessier, rainure interfessière, sillon interglutéal, pli interglutéal (crena analis, crena ani, crena interglutealis, sulcus glutealis en latin) ou plus communément raie des fesses, est le creux qui sépare chacune des deux fesses, formant un arc médian suivant la courbure du sacrum et du coccyx, s'étirant entre le périnée en bas, ce qui lui vaut d'être parfois appelé lune, et en haut la région sacrée haute. Il se distingue du pli fessier situé à la limite entre le bord inférieur de la fesse et la cuisse.